# Friedrich Jeckeln

Friedrich Jeckeln (ca. 1934)

Friedrich August Jeckeln (* 2. Februar 1895 in Hornberg; † 3. Februar 1946 in Riga, UdSSR) war ein deutscher SS-Obergruppenführer, General der Waffen-SS, der Polizei und Höherer SS- und Polizeiführer.
Er war verantwortlich für Massenmorde an über 100.000 Menschen, u. a. bei Kamenez-Podolsk, in Babyn Jar und im Ghetto von Riga. Er wurde 1946 als Kriegsverbrecher hingerichtet.

## Leben

### Frühe Jahre, Erster Weltkrieg und Zwischenkriegszeit
Der Sohn eines Fabrikbesitzers besuchte zunächst die Volksschule und von 1905 bis 1911 die Oberrealschule in Freiburg im Breisgau. Diese beendete er mit dem sogenannten Einjährigen Examen und war anschließender ein knappes Jahr als Volontär für eine Maschinenfabrik tätig. Danach besuchte er für ein Semester das Polytechnikum in Köthen, das er ohne Abschluss verließ. Am 1. Oktober 1913 trat Jeckeln als Einjährig-Freiwilliger in das 5. Badische Feldartillerie-Regiment Nr. 76 der preußischen Armee in Freiburg im Breisgau ein. Nach Ausbruch des Ersten Weltkriegs nahm er mit dem Regiment an den Kämpfen an der Westfront teil. Im März 1915 zum Leutnant der Reserve befördert, wurde Jeckeln im gleichen Monat in das Füsilier-Regiment „Fürst Karl-Anton von Hohenzollern“ (Hohenzollernsches) Nr. 40 versetzt und Adjutant dieses Regiments. Während der Stellungskämpfe in der Champagne wurde er 1916 schwer verwundet. Daraufhin wechselte er zur Fliegertruppe und war bis Kriegsende bei der Flieger-Ersatz-Abteilung 5 tätig. Danach gehörte er dem Grenzschutz Ost an und wurde am 20. Januar 1919 aus dem Militärdienst verabschiedet.
Von 1919 bis 1925 arbeitete Jeckeln als Gutsverwalter in der Nähe von Danzig. Danach bestritt er bis 1929 seinen Lebensunterhalt als freiberuflicher technischer Gehilfe in Braunschweig. 1922 trat er dem Jungdeutschen Orden bei, dessen Mitglied er bis 1924 blieb. Zwischenzeitlich war Jeckeln auch Mitglied der DNVP.
Von seiner Frau Anna Hulda Charlotte Hirsch (1896–1995), die er im Mai 1918 geheiratet hatte, ließ er sich Mitte Dezember 1927 aufgrund seines angeblich jüdischen Schwiegervaters scheiden. In zweiter Ehe war er mit Annemarie Wienß (1907–1993) verheiratet. Jeckeln war Vater von neun Kindern: den Kindern Friedrich (1920–1944 vermisst), Ilse (* 1922) und Klaus (1924–1944 vermisst) aus seiner ersten Ehe, Reinhard (1929–2001), Anna-Maria (* 1932), Helga (* 1938), Harald (* 1939) und Dieter (1941–1944) aus seiner zweiten Ehe sowie der unehelichen Tochter Renate, geb. Röder (1941–2022).

### Nationalsozialistische Diktatur

#### Aufstieg in NSDAP und SS
Am 1. Oktober 1929 trat er in die NSDAP (Mitgliedsnummer 163.348) ein, zunächst als Gauredner und Organisator. Jeckeln war ab 1932 Mitglied des Reichstages für den Wahlkreis 16 (Südhannover-Braunschweig). Auch während der Zeit des Nationalsozialismus gehörte er bis zum Ende des NS-Regimes dem nun politisch bedeutungslosen Reichstag an, ab November 1933 für den Wahlkreis 15 (Osthannover). Ab Frühjahr 1940 gehörte er dem braunschweigischen Staatsrat an.
Anfang Dezember 1930 trat er in die SS ein (SS-Nummer 4.367). Im März 1931 wurde er zum SS-Sturmbannführer befördert. Er leitete von da an bis Juni 1931 den I. Sturmbann der 12. SS-Standarte, wurde dort am 22. Juni 1931 zum SS-Standartenführer und im September 1931 zum SS-Oberführer befördert. Jeckeln verließ darauf die 12. SS-Standarte, führte bis Februar 1933 den SS-Abschnitt IV (Provinz Hannover und Schleswig-Holstein) und wurde dort am 4. Februar 1933 zum SS-Gruppenführer befördert. Er übernahm nun bis Mitte Juli 1933 die Leitung der SS-Gruppe „Süd“ und von August bis Mitte November 1933 die SS-Gruppe „Nordwest“ in Braunschweig. Danach war er dort bis Ende März 1936 Führer des SS-Oberabschnitts „Nordwest“.

#### Polizeichef des Freistaates Braunschweig
Am 20. Juni 1933 wurde Jeckeln vom NSDAP-Ministerpräsidenten des Freistaates Braunschweig, Dietrich Klagges, als Präsident des Landespolizeiamtes (Vertreter Otto Diederichs) zum Führer der Gestapo ernannt. Klagges’ Ziel dabei war, eine enge Verknüpfung von Polizei und SS sicherzustellen. In Personalunion war er zum Regierungsrat befördert im Landespolizeiamt des Braunschweigischen Innenministeriums als Referent tätig. Ab Anfang Oktober 1933 kommandierte er zudem die Braunschweigische Schutzpolizei, anfangs im Rang eines Majors und ab November 1933 als Oberstleutnant. Als Präsident des Landespolizeiamtes Braunschweig und Kommandeur der Braunschweiger Schutzpolizei amtierte er bis 1936. Seine Amtsnachfolger wurde Eduard Holste.
Jeckeln wurde als rücksichtslos, brutal, maßlos und hart beschrieben. Politische Gegner, vor allem Mitglieder der KPD, SPD und der Gewerkschaften, verfolgte er unnachgiebig bis zu deren Tod. Zusammen mit NSDAP-Mitglied Friedrich Alpers, Justiz- und Finanzminister im Freistaat, sowie Ministerpräsident Klagges war Jeckeln für die Rieseberg-Morde im Sommer 1933 hauptverantwortlich. In der Folge kam es vor allem in Braunschweig, Helmstedt, Wolfenbüttel und Blankenburg zu Verhaftungen von NS-Gegnern, von denen etliche die schweren Misshandlungen nicht überlebten. Dieses gesetzlose und brutale Vorgehen im Freistaat nahm ein solches Ausmaß an, dass im Preußischen Innenministerium Braunschweig als Neu-Mexiko bezeichnet wurde.
Schon während der Weimarer Republik war Jeckeln tief in NS-Gewaltverbrechen verstrickt. Im Oktober 1932 ordnete er die Ermordung eines abtrünnigen SS-Mannes in Braunschweig an. Der bei der Stabswache des SS-Abschnitts IV tätige SS-Mann Walter Kampe wurde von einem SS-Kameraden unter Vortäuschung falscher Tatsachen in den Sickter Forst begleitet und dort von diesem am 12. Oktober 1932 erschossen. Jeckeln hatte dem Täter die Mordwaffe samt Munition besorgt und ihm nach dem Mord zur Flucht nach Österreich verholfen. Ebenfalls 1932 war Jeckeln für Sprengstoffanschläge in Braunschweig verantwortlich, so z. B. auf das Haus des damaligen Oberbürgermeisters der Stadt Ernst Böhme (SPD), der aber unverletzt blieb.

#### Höherer SS- und Polizeiführer Mitte und West
Von April 1936 bis Juli 1940 war er Führer des SS-Oberabschnitts „Mitte“. Am 13. September 1936 wurde er dort zum SS-Obergruppenführer befördert und Ende Juni 1938 zum Höheren SS- und Polizeiführer (HSSPF) Mitte mit Dienstsitz Braunschweig ernannt.
Ab Ende April 1938 hielt er sich für eine Woche in Griechenland auf, wo er für die NSDAP/AO als Redner in Saloniki, Athen und Patras auftrat. Im November 1938 war Jeckeln in Braunschweig und Hannover an der Organisation der unter dem Schlagwort „Reichskristallnacht“ bekannt gewordenen Judenpogrome beteiligt.
Nach Beginn des Zweiten Weltkrieges nahm er ab Mai 1940 als Bataillonskommandeur in der SS-Division Totenkopf (I. Sturmbann des 2. SS-Totenkopf-Infanterie-Regimentes) am sogenannten Frankreichfeldzug teil.
Ab Juli 1940 war er Führer des SS-Oberabschnitts „West“ und zeitgleich bis Ende Juni 1941 HSSPF West in Düsseldorf. Zwischenzeitlich war er Anfang April 1941 zum General der Polizei befördert worden. Im März 1941 war er Gast bei der Eröffnung des rassistischen NS-Instituts zur Erforschung der Judenfrage in Frankfurt am Main.

### Mitorganisator des Holocaust

#### Kamenez-Podolsk

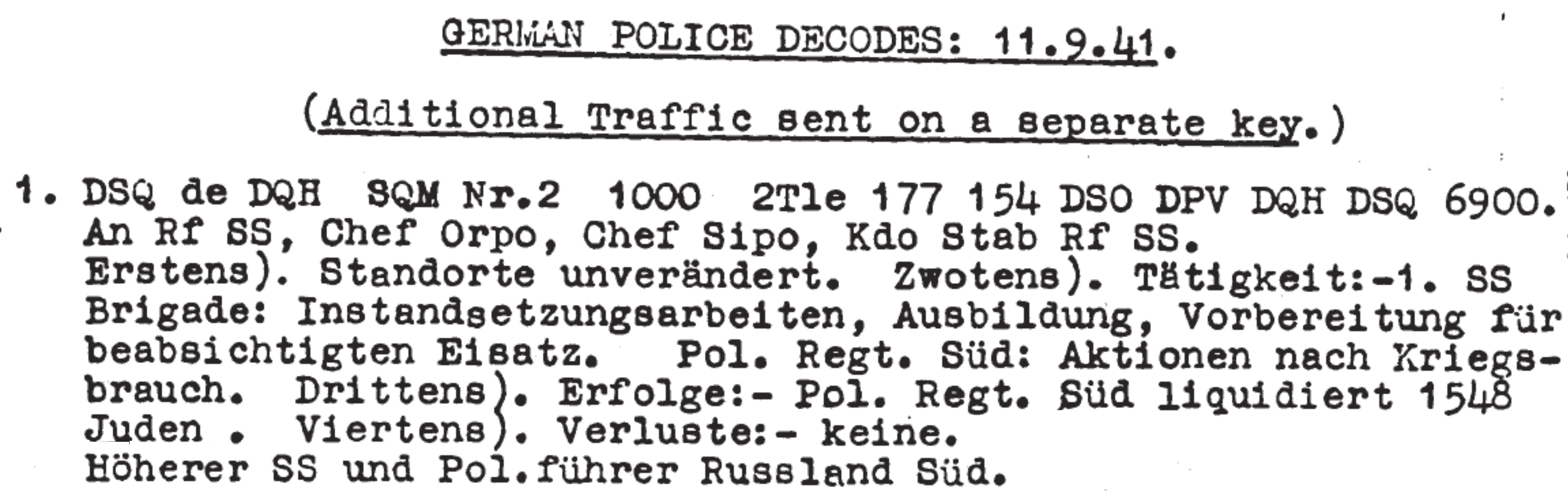
Juden-Ermordung (September 1941)

Nach dem deutschen Angriff auf die Sowjetunion wurde er im Juni 1941 zum HSSPF Russland-Süd ernannt. Die seinem Befehl unterstellten SS- und Polizeieinheiten verübten dabei im Rahmen sogenannter „Auskämmungsaktionen“ bald Massenmorde an der jüdischen Bevölkerung der Westukraine. Im Zuge der Einrichtung des Reichskommissariats Ukraine kam es nahe der Stadt Kamenez-Podolsk zum bis dahin größten Massenmord an Juden im Zweiten Weltkrieg, als ihm unterstellte Einheiten zwischen dem 26. und 28. August 1941 23.600 Juden ermordeten. Etwa 14.000 der Opfer waren zuvor aus Ungarn abgeschoben worden, die übrigen stammten aus der Umgebung.

#### Babyn Jar, Rowno und Dnepropetrowsk
In der Schlacht um Kiew wurde Kiew am 26. September 1941 von deutschen Truppen besetzt. Tags darauf, am 27. September 1941, fand eine Besprechung mit dem Thema „Evakuierung der ortsansässigen Juden“ statt. Teilnehmer waren u. a. Jeckeln, der Befehlshaber der Einsatzgruppe C SS-Brigadeführer Otto Rasch sowie der Befehlshaber des Sonderkommandos 4a SS-Standartenführer Paul Blobel. Es wurde beschlossen, sämtliche Juden zu ermorden.
In nur zwei Tagen erschossen „Einsatzgruppen“ am 29. und 30. September 1941 in der Schlucht Babyn Jar 33.771 Personen, sowie bei weiteren Erschießungsaktionen bis zum 12. Oktober 1941 insgesamt 51.000. Außerdem wurden Massenerschießungen in Riwne und Dnepropetrowsk durchgeführt, an denen Jeckeln jeweils hauptverantwortlich beteiligt war.

#### Rigaer Ghetto und Massenmord von Rumbula
Am 11. Oktober 1941 wurde Jeckeln zum HSSPF Russland-Nord und Ostland (Baltikum und Teile Weißrusslands) ernannt und nach Riga versetzt. Zugleich wurde er Führer des SS-Oberabschnitts Ostland. Als HSSPF unterstand Jeckeln auch der SSPF Weißruthenien in Minsk, bis ihm diese Zuständigkeit wegen „mangelnder Erfolge bei der Partisanenbekämpfung“ im Oktober 1942 entzogen wurde.
Im Herbst 1941 existierte bereits das Ghetto Riga, in dem sich Zehntausende lettischer Juden befanden. Angeblich erhielt Jeckeln von Himmler den Befehl, das Ghetto zu räumen, um für deutsche Juden Platz zu schaffen, die in den Osten deportiert werden sollten. Jeckeln begann umgehend mit der Planung der „Liquidierung“, die im Wald von Rumbula in der Nähe Rigas vollzogen wurde.
Weitere lettische und deutsche Juden ließ er im Wald von Biķernieki umbringen und verscharren.
Am Morgen des 30. November 1941 begannen lettische und deutsche Truppen das Massaker von Rumbula mit dem Abtransport der Juden in den Wald von Rumbula, wo an nur drei Tagen, nämlich am 30. November, am 8. und 9. Dezember 1941, insgesamt ca. 27.500 Personen erschossen wurden – davon 21.000 Frauen und Kinder. Angehörige der Wehrmacht und des Generalkommissariats waren dabei Augenzeugen, um sich einen persönlichen Eindruck zu verschaffen, einige waren sogar durch Jeckeln eingeladen worden. Gleichentags traf am Güterbahnhof Šķirotava außerhalb Rigas ein erster Transportzug mit 1053 Berliner Juden ein, da auch das in Salaspils geplante Lager noch nicht aufnahmebereit war. Jeckeln ließ auch die deutschen Juden umbringen; ein Telegramm Himmlers, das deren Tötung ausdrücklich untersagte, traf verspätet ein. Himmler rügte ihn scharf für seine Eigenmächtigkeit.
Andrej Angrick und Peter Klein deuten diesen Vorfall so: „In den Augen Jeckelns gab ihm der Himmler-Befehl zur Liquidierung des lettischen Ghettos zugleich die Möglichkeit, ebenso radikal gegen die Neuankömmlinge vorzugehen, bestand doch seiner Ansicht nach kein Unterschied zwischen deutschen und lettischen Juden. Es mag dahingestellt bleiben, ob Jeckeln den Befehl Himmlers missverstanden hatte oder er ihn bewusst nutzte, um die Dynamik des Vernichtungsprozesses weiter zu forcieren. Wir neigen der letzten Variante zu, da das Vorpreschen in Riga gewissermaßen eine Kopie des Massakers von Kamenez-Podolsk darstellte, welches Jeckeln die erhofften Meriten bei seinen Vorgesetzten eingebracht hatte.“

#### Aktion Sumpffieber und Operation Winterzauber

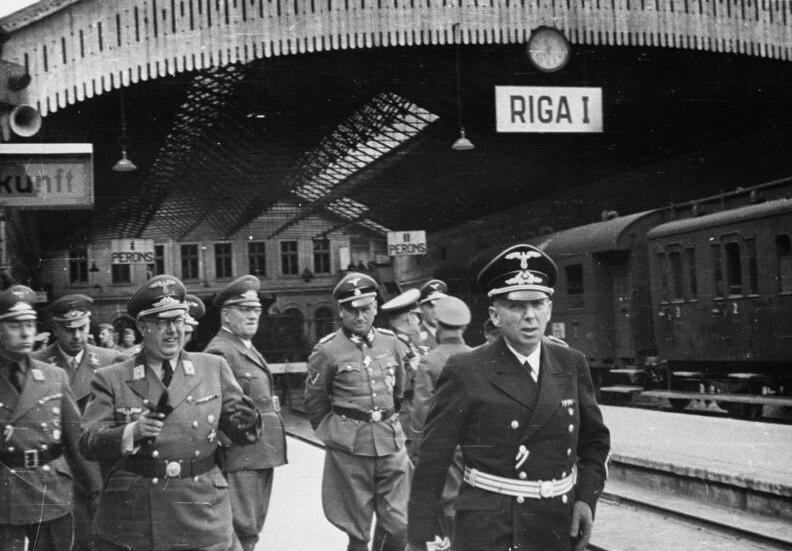
Ankunft von Jeckeln (5. v. l.), weiteren Offizieren und Hinrich Lohse am Bahnhof von Riga, 1944

Seit dem 22. August 1942 leitete Jeckeln die sogenannte Aktion Sumpffieber, mit der nach den Worten Heinrich Himmlers die „Bandentätigkeit in Weißruthenien […] grundsätzlich bereinigt“ werden sollte. Dabei kamen etwa 6.500 Mann zum Einsatz, deren ausdrückliche Aufgabe es war, „alle in den Sumpf- und Waldgebieten des Einsatzraumes liegenden Dörfer zu vernichten“. Das Unternehmen wurde am 21. September auf Weisung Himmlers abgebrochen und galt als Fehlschlag. Anschließend wurden vom 22. September bis zum 1. Oktober 1942 8.350 Juden – die meisten davon aus dem Ghetto von Baranowitschi – ermordet. Dabei war immer Jeckelns gesamter Stab persönlich beteiligt, worauf er großen Wert legte. Jeckeln gehörte nicht zu den kalkulierenden Technokraten des deutschen Besatzungsregimes, sondern war ein fanatischer Antikommunist und Antisemit, der es für nötig hielt, „die Juden der ganzen Welt zu ermorden“. Im Februar und März 1943 leitete Jeckeln im Norden Weißrussland die Operation Winterzauber, die einen 40 km breiten unbevölkerten Streifen im Kampf gegen die Partisanen schaffen sollte. Im Zuge der Aktion wurden von baltischen Kollaborateuren mehrere Zehntausend weißrussische Zivilisten verbrannt, erschossen oder verschleppt.

#### Endphase des Krieges
Anfang Juli 1944 wurde er zum General der Waffen-SS und Polizei ernannt. Von Ende September 1944 bis Mitte Januar 1945 war er zudem nominell HSSPF Belgien und Nordfrankreich, verblieb jedoch in Russland. Ab Mitte Januar 1945 war er für einen Monat Inspizient für die Ersatztruppen der Waffen-SS beim HSSPF Südost. Offiziell amtierte er bis Januar 1945 als HSSPF Ostland. In der Endphase des Krieges wurde Jeckeln Mitte Februar 1945 zum Kommandierenden General des V. SS-Freiwilligen-Gebirgskorps ernannt, mit dem er Ende April in den Kessel von Halbe und in sowjetische Kriegsgefangenschaft geriet.

### Kriegsgefangenschaft, Rigaer Prozess und Hinrichtung

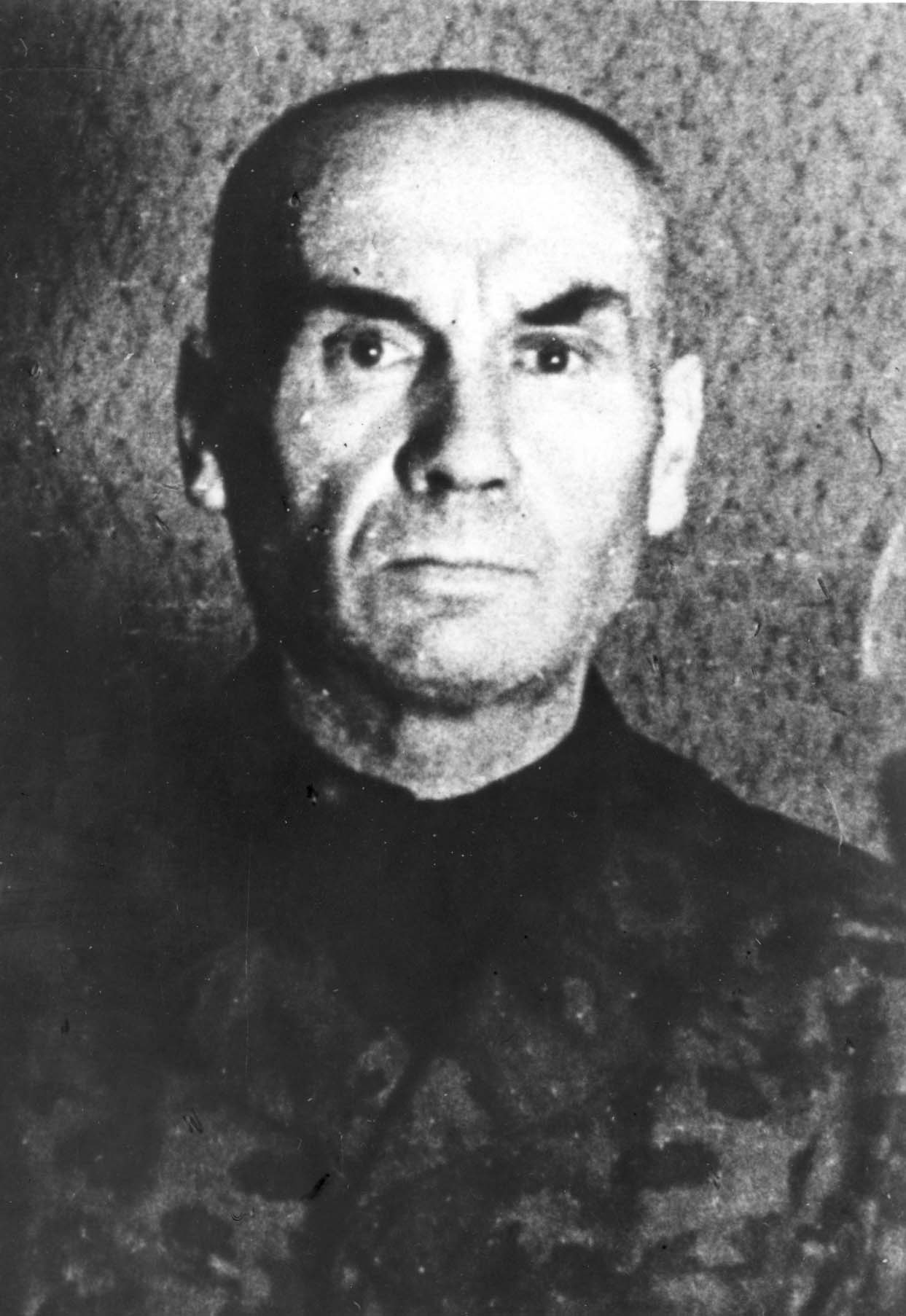
Friedrich Jeckeln in sowjetischem Gewahrsam (1945/1946)

Jeckeln wurde nach seiner Gefangennahme in die Sowjetunion verbracht und über Monate mehrfach verhört. Vor einem sowjetischen Militärtribunal wurde er am 26. Januar 1946 im Kriegsverbrecherprozess von Riga der „Liquidierung des Ghettos Riga“, der Aktion Rumbula und seiner Verantwortung „für die Ermordung von rund 47.000 Juden in Kamenez-Podolsk und Babi-Jar im August und September 1941“ beschuldigt. Gemäß der Anklageschrift habe er die Vernichtung der „Sowjetbürger jüdischer Nationalität, die aus Riga und anderen Gegenden im Rigaschen und anderen Ghettos zusammengetrieben“ wurden, auf „besonders tierische Art […] entsprechend der von Himmler empfangenen Instruktionen“ durchgeführt. Aufgrund von Jeckelns Aussagen, Zeugenberichten von Opfern und Tätern sowie ihn belastenden deutschen Dokumenten wurde ihm nicht nur die Befehlsgebung und Leitung von Massenmorden vorgeworfen, sondern auch die Anwesenheit und Teilnahme an den Erschießungen. Am 3. Februar 1946 wurde er gemeinsam mit dem SA-Standartenführer und Gebietskommissar des Tallinner Bezirks Alexander Boecking sowie den Wehrmachtsoffizieren im Generalsrang Albrecht Digeon von Monteton, Hans Küpper, Wolfgang von Ditfurth, Bronislaw Pawel, Siegfried Ruff und Friedrich Werther auf Grundlage von Ukas 43 zum Tode verurteilt. Vor mehreren Tausend Zuschauern wurden die zum Tode Verurteilten noch am selben Tag auf dem Siegesplatz, lettisch Uzvaras laukums, (heute Uzvaras parks) in Riga, in der Nähe des Flusses Düna öffentlich gehenkt.